# Karen Elson
Karem Elson (Oldham, Greater Manchester, 14 de janeiro de 1979) é uma modelo e cantora inglesa.

## Carreira
Karen Elson foi capa de muitas revistas e estrelou campanhas de Yves Saint Laurent, Louis Vuitton, Gianni Versace, Christian Dior, Burberry e Chanel, entre outras.
Karen Elson foi colocada na 15ª posição na lista das 20 modelos-ícones, publicada pelo site norte-americano Models.com.

## Vida pessoal
Karen Elson casou-se com o astro de rock da dupla The White Stripes, Jack White, no dia 1 de junho de 2005, a bordo de uma canoa, no rio Amazonas, Brasil, sendo a cerimônia presidida por um xamã e depois oficializada por um padre.

## Música
Elson é vocalista e produtora da banda nova-iorquina The Citizens Band. Além disso, lançou seu primeiro álbum, The Ghost Who Walks, em maio de 2010. Com o selo da Third Man Records, o álbum vem recebendo boas críticas, creditando Elson por suas habilidades tanto em cantar quanto em compor canções de folk/country gótico.